# Frank Hammeleff
Frank Hammeleff (født 24. september 1944, død 19. december 2001 på Hvidovre Hospital) var en dansk morder. Han blev 2. maj 1979 ved et nævningeting i Retten i Sønderborg idømt livsvarigt fængsel for drabet 5. august 1966 på sin hustru Grethe Annie Hammeleff og for drabet 15. april 1978 på sin hustru Inger Bakker Hammeleff.
Frank Hammeleff var kirkegårdsleder i Christiansfeld og far til to sønner, en med hver af de to ægtefæller.
Han indrømmede aldrig sin skyld og drabssagen blev genoptaget af et nævningeting ved den Særlige Klageret, som 4. oktober 1985 på ny kendte ham skyldig i dobbeltdrab.
Frank Hammeleffs første hustru Grethe Annie blev 5. august 1966 blot 19 år gammel fundet hængt i parrets hjem i Hillerød. Selvom de retsmedicinske undersøgelser viste tegn på kvælningsmærker ved halsen, betragtede politiet dødsfaldet som selvmord.
Natten til den 15. april 1978 fandt Frank Hammeleff sin 31-årige hustru Inger Bakker Hammeleff død i deres hus på Museumsgade 3 i Christiansfeld. Hun havde tilsyneladende hængt sig i bryggerset. Frank Hammeleff forsøgte ifølge sin egen forklaring, at give hende hjertemassage, hvorefter han gemte rebet af vejen, så den 12-årige søn ikke skulle opdage, at hun havde begået selvmord.
Hun blev kørt til retsmedicinsk undersøgelse, hvor det blev konstateret at hun havde tegn på kvælningsmærker på halsen, punktformede blødninger i øjnene, og ifølge retsmedicinerne kunne hun ikke være død ved hængning. Kriminalpolitiet anholdt 19. april ægtemanden, som nægtede alt og påstod, at hustruen havde begået selvmord, da hun havde hængt sig selv.
Statsadvokat Preben Alsøe, Sønderborg, fik Frank Hammeleff stillet for et nævningeting i Sønderborg og kendt ham skyldig i at have myrdet begge kvinder.

## Justitsmord?
Efter nogle års afsoning i statsfængslet i Vridsløselille fik Hammeleffs forsvarer advokat Poul Boje ved hjælp af en lang række udenlandske specialister sået så stor tvivl om hvorvidt kvinderne havde begået selvmord, at den Særlige Klageret i 1985 genoptog sagen, men statsadvokat Preben Alsøe fik igen et sammentrådt nævningeting i Sønderborg overbevist om Frank Hammeleffs skyld og han idømtes på ny livsvarigt fængsel for dobbeltdrab.

## Benådning
Frank Hammeleff fik senere mulighed for at søge om benådning og blev løsladt. Han slog sig ned som anlægsgartner i københavnsområdet og blev gift for 3. gang, men senere skilt og kunne tilsyneladende ikke holde sig fra alkohol. 
Han blev i december 2001 indlagt på Hvidovre Hospital, hvor han på et toilet blev fundet død, angiveligt med dødsårsag enten en hjerneblødning eller blodprop.
Liget blev brændt og sat i en urne på Risbjerg Kirkegård i Hvidovre.

## Eksterne links
- Drabssager - 1978 Arkiveret 5. december 2014 hos  Wayback Machine - drabssageridanmark.beboer2650.dk
- Dobbelt-morder fundet død på toilet Arkiveret 5. december 2014 hos  Wayback Machine - Ekstra Bladet 22. december 2001